# Naučení muže synovi
Naučení muže synovi je staroegyptské literární dílo z žánru Knih moudrých rad do života. Je dílem adresovaným synovi neznámého autora, který z neznámého důvodu záměrně a zcela v rozporu s egyptskou tradicí neuvádí své jméno. Text vznikl někdy na počátku Střední říše a podobně jako další soudobá díla (Naučení Amenemheta I., Loajalistické naučení) má zjevně propagandistický účel: v době obnovy politické správy po První přechodné době byl určen příslušníkům nově vznikající úřednické vrstvy, které vyzývá k věrnosti panovníkovi.
Text je znám z nesouvislých fragmentů několika papyrů a asi 60 ostrak, je zapsán také na jednom koženém svitku. To svědčí o jeho značné oblibě ve školách, kde byl spolu s jinými texty používán k výuce ještě v době Nové říše. Pro obtížnost je ovšem překlad prozatím na mnoha místech neověřený a původní členění je neznámé; pořadí jednotlivých útržků textu je ovšem jisté.

## Obsah
Ukázka textu (řádky 5–10, 31–34 a 37–40):
| „ | Buď příkladem, aniž bys ovšem nějak přeháněl. Lenost nepřichází na moudrého člověka. Důvěru vzbuzuje mlčenlivý, jenž sklání záda; znamenitý je ten, jenž dovede držet slovo. Využij (moci) slov dříve, než použiješ síly… Pohleď, velká je přízeň boha (tj. krále), tvrdý je jeho trest a účinná jeho moc… Z nevědomého činí znalce a z nenáviděného oblíbence. Dokáže, že prostý překoná mocného, že poslední se stane prvním. | “ |

### České editace textu
- BRUNNER, Hellmut. Moudré knihy starých Egypťanů : naučení o životě. Překlad Rudolf Řežábek. Liberec: Dialog, 2007. 344 s. ISBN 978-80-86761-77-0. S. 145–150. (Překlad Břetislava Vachaly)
- VACHALA, Břetislav. Moudrost starého Egypta. Praha: Knižní podnikatelský klub, 1992. 175 s. ISBN 80-85267-28-4. S. 130–132.